# Papias
Papias van Hiërapolis (Grieks: Παπίας Ἱεραπόλεως, Papias Hierapóleōs / ὁ Ἱεραπολίτης, ho Hierapolítès) (ca. 65 - ca. 130 n.Chr.) was een kerkvader en bisschop van Hiërapolis in Frygië (Klein-Azië). Vanwege zijn vroege rol in het vroege christendom en zijn contact met mensen die de apostelen nog hadden gekend, wordt hij tot de Apostolische Vaders gerekend. Volgens Ireneüs was hij een tijdgenoot en vriend van Polycarpus van Smyrna, die de apostel Johannes nog heeft gekend.

## Werken
Papias schreef een boek in vijf delen met als titel Uitleg van de Logia van de Heer of Verklaring van de woorden des Heren, waarvan echter slechts fragmenten bekend zijn. Korte gedeelten zijn onder andere bewaard gebleven in Tegen de ketters van Ireneüs en de Kerkelijke geschiedenis van Eusebius.
In zijn boek verzamelde Papias niet alleen gegevens over het leven en de prediking van Jezus Christus, maar ook over de apostelen en de eerste christenen. Deze informatie kreeg hij van mensen die een generatie ouder waren dan hijzelf en die de apostelen gekend moeten hebben. Hij is de eerste die Matteüs en Marcus als schrijvers van een evangelie noemt. Volgens Papias werd het Evangelie volgens Matteüs oorspronkelijk in het Aramees geschreven. Ook lijkt hij onderscheid te maken tussen de evangelist Johannes en een gelijknamige oudste. Latere geleerden vermoeden daarom dat deze oudste de drie Brieven van Johannes geschreven zou hebben. De verschillende samenvattingen van zijn woorden zijn echter niet duidelijk en spreken elkaar gedeeltelijk tegen.

## Millennialisme
Het werk van Papias raakte in de vergetelheid, vooral omdat hem werd verweten dat hij een millennialist was en geloofde dat bij de wederkomst van Jezus een Duizendjarig vrederijk zou aanbreken zoals door Johannes beschreven in het Bijbelboek Openbaring. Wel zijn citaten uit het werk van Papias overgeleverd bij latere kerkvaders, met name Ireneüs en Eusebius, welke laatste overigens negatief over Papias spreekt omdat Eusebius niet in een letterlijk Duizendjarig rijk gelooft.

## Feestdag
Zijn feestdag is in de rooms-katholieke kerk en orthodoxe kerken op 22 februari.